# William Rutter Dawes
William Rutter Dawes (Londres, 19 de març de 1799 - Haddenham, 15 febrer de 1868) va ser un astrònom anglès.
Dawes va néixer a Londres, fill de William Dawes, també astrònom, que va viatjar a la colònia de Nova Gal·les del Sud amb la Primera Flota el 1788. Dawes era un clergue que va realitzar àmplies mesuraments d'estrelles dobles, així com observacions dels planetes. Era un amic de William Lassell. Va ser anomenat «ull d'àguila». Va fer dibuixos extensos de Mart durant l'oposició del 1864. El 1867, Richard Anthony Proctor va fer un mapa de Mart, basat en aquests dibuixos. Va guanyar la Medalla d'Or de la Royal Astronomical Society el 1855. Cràters a Mart i a la Lluna van rebre el seu nom, així com una divisió dins l'Anell C de Saturn. Un fenomen òptic, el límit de Dawes, va ser anomenat en honor seu.